# Favrieux
Favrieux ist eine Gemeinde im französischen Département Yvelines in der Île-de-France. Sie gehört zum Kanton Bonnières-sur-Seine im Arrondissement Mantes-la-Jolie. Sie grenzt im Norden an Fontenay-Mauvoisin, im Osten an Soindres, im Süden an Flacourt, im Südwesten an Le Tertre-Saint-Denis und im Westen an Perdreauville.
Die ehemalige Route nationale 828 führte über Favrieux.

## Bevölkerungsentwicklung
| Jahr      | 1962 | 1968 | 1975 | 1982 | 1990 | 1999 | 2008 | 2013 |
| --------- | ---- | ---- | ---- | ---- | ---- | ---- | ---- | ---- |
| Einwohner | 80   | 72   | 100  | 121  | 144  | 124  | 139  | 150  |

## Sehenswürdigkeiten

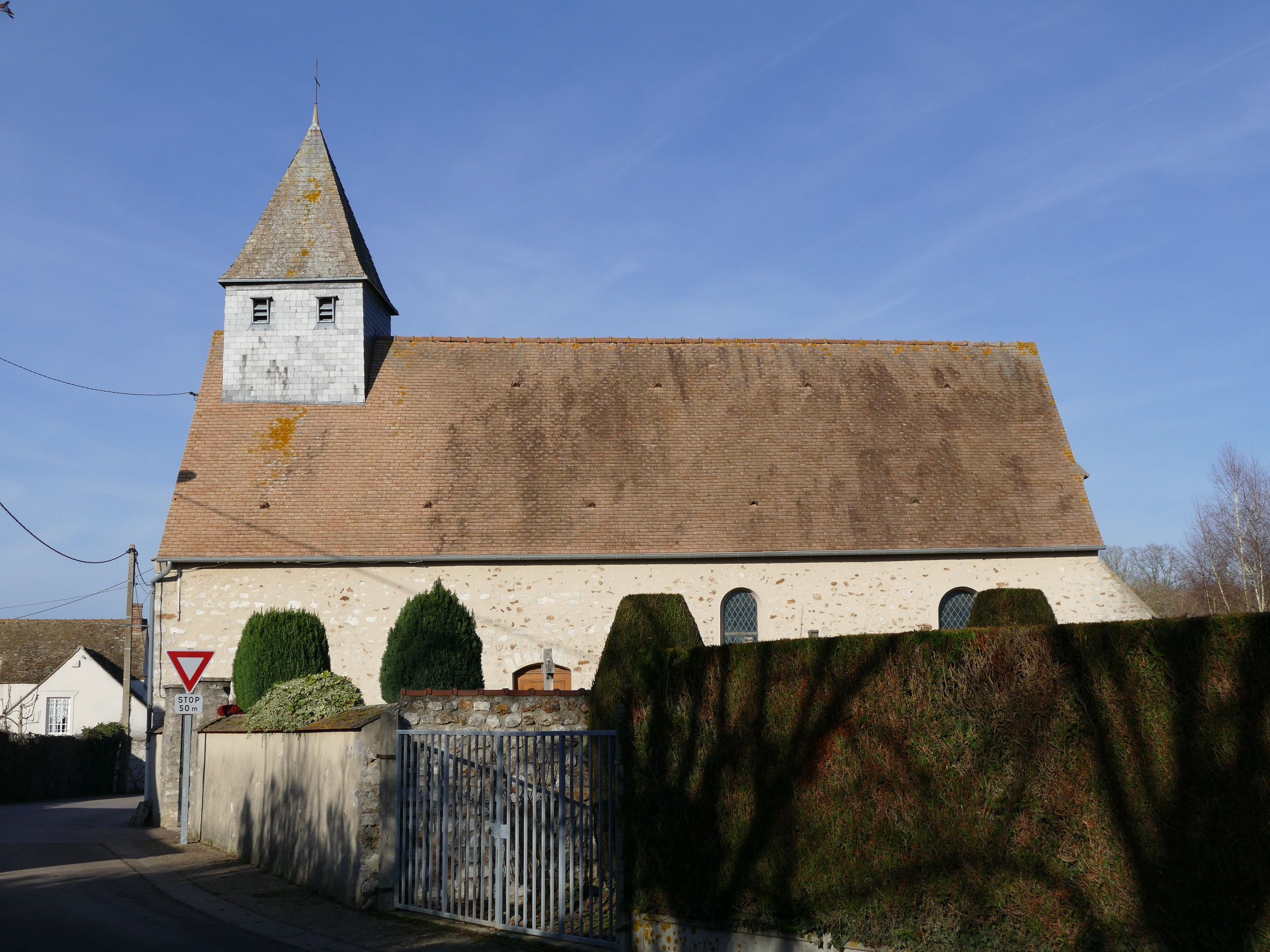
Kirche Notre-Dame

- Kirche Notre-Dame